# Steatosi
La steatosi è una patologia cellulare legata all'accumulo intracellulare di trigliceridi che comporta una serie di danni fino alla necrosi della cellula.

## Caratteristiche
Le caratteristiche macroscopiche delle steatosi sono l'organomegalia e il tipico colore giallastro causato dall'eccesso di grasso. Nella steatosi cardiaca l'accumulo di lipidi, con la progressiva ingravescenza della patologia dismetabolica, determina il cosiddetto cuore tigrato: si rileva difatti la presenza di bande macroscopiche di tessuto giallastro alternate a bande di colore rosso (miocardio integro).
Le caratteristiche microscopiche sono riconducibili all'organizzazione che l'accumulo di lipidi può assumere.
Considerando la steatosi epatica ad esempio si distinguono:
- Steatosi microvescicolari: caratterizzate dalla presenza di numerose e piccole vescicole, ovvero piccoli vacuoli citoplasmatici. Si tratta di steatosi irreversibili, che progrediscono come steatoepatiti e terminano come cirrosi. Sono tipiche steatosi da ipossia o da avvelenamento (per esempio da tetracloruro di carbonio).
- Steatosi macrovescicolari: caratterizzate dalla presenza di un'unica grossa vescicola, formatasi dalla confluenza di più vacuoli citoplasmatici. Si tratta di una steatosi reversibile, che se non curata può comunque progredire come steatoepatite e infine come cirrosi. Tipica steatosi da etilista.

Infine possiamo anche distinguere un altro gruppo di steatosi, le cosiddette steatosi genetiche, cioè la cui causa non è da ricercarsi in fattori esogeni, ma genetici. Tra queste vanno ricordate:
- Morbo di Wolman: steatosi epatica da deficit di lipasi acida lisosomiale con accumulo di trigliceridi e colesterolo nell'intestino, nel fegato e in altre parti del corpo.
- Abetalipoproteinemia: causata dal deficit di una proteina, l'apoB-48 e l'apoB-100 utilizzati nella sintesi dei chilomicroni e delle VLDL.
- Steatosi da deficit di proteine di trasporto: come le steatosi muscolari dovute a un deficit della carnitina.

## Gli organi interessati
Gli organi più colpiti sono la corticale renale, il muscolo striato e -soprattutto- il cuore (o meglio le fibre muscolari miocardiche), l'intestino e il fegato. Quest'ultimo organo è particolarmente sensibile ai processi steatosici per tre ragioni:
- è un organo chiave nel metabolismo dei lipidi;
- è un organo responsabile dell'inattivazione di numerose sostanze tossiche;
- è un organo la cui circolazione è prevalentemente venosa (quindi costantemente vicino a una situazione di ipossia).